# 凤凰山隧道 (珠海)
凤凰山隧道（英語：Fenghuangshan Tunnel）是位于珠海市的一个主要公路隧道，隧道全长1645米，宽13米，于2007年10月正式开工建设。 2012年10月完工，同年11月正式通车。凤凰山隧道是珠海市区和西区往返金鼎、唐家的重要隧道。